# 横岗水库
横岗水库是中国广东省东莞市境内的一座水库，位于珠江三角洲流域，建于1959年。水库正常库容为2125万立方米，平均水深为12.50米，集雨面积为44.6平方千米。